# Син-гамил
Син-гамил — царь (лугаль) Урука, правил во второй половине XIX века до н. э.

## Список датировочных формул Син-гамила[1]
|   | |
| 1 | Год, когда Син-гамил [стал] царём BaM 2, 1963 14 29 mu {d}en.zu-ga-mi-il lugal                                                                                                |
| a | Год, когда я (то есть Син-гамил) внёс в храм Инанны три медные статуи, представляющие его отца BaM 2, 1963 10 11 mu 3 {urudu}alan ad-da-ni e2-{d}inanna ... i-ni-in-ku4-re-en |
| b | Год, когда [Син-гамил внёс в храм] две медные статуи украшенные золотом BaM 2, 1963 11 19 mu 2 {urudu}alan ku3-sig17 szu-du7-a                                                |

| V (аморейская) династия Урука |                                              |                      |
| Предшественник: Син-эрибам    | царь Урука вторая половина XIX века до н. э. | Преемник: Илум-гамил |